# Cyrtandra homoplastica
Cyrtandra homoplastica är en tvåhjärtbladig växtart som beskrevs av Spencer Le Marchant Moore. Cyrtandra homoplastica ingår i släktet Cyrtandra och familjen Gesneriaceae. Inga underarter finns listade i Catalogue of Life.